# La suerte de Loli
La suerte de Loli est une telenovela américaine diffusée entre le 26 janvier 2021 et le 21 juin 2021 sur Telemundo,.

## Synopsis
Loli Aguilar est une femme indépendante et prospère qui travaille comme productrice exécutive de Global Radio Group, la première station de radio de la côte ouest des États-Unis. Alors que la carrière de Loli est en plein essor, sa vie amoureuse passe à l'arrière-plan alors qu'elle profite de sa liberté et de sa vie sans compromis. Cependant, sa vie prend une tournure inattendue lorsque Mariana, sa meilleure amie, décède et laisse tout à Loli, y compris ses deux enfants. La nouvelle laisse tout le monde surpris, en particulier Loli, qui se sent la personne la moins indiquée pour cette responsabilité. Loli devra faire face à sa nouvelle réalité et apprendre que le travail n'est pas tout dans la vie, et découvrir que le vrai sens du succès est la famille et l'amour.

## Distribution

### Acteurs principaux
- Silvia Navarro : Dona Lolita Aguilar
- Osvaldo Benavides : Don Rafael Contreras
- Gaby Espino : Paulina Castro de Contreras
- Carlos Ponce : Armando Gallardo
- Mariana Seoane : Melissa de Torres
- Joaquín Ferreira : Octavio Córdoba
- Jacqueline Bracamontes : Mariana Torres Tovar
- Rodrigo Vidal : Bruno Tadeo Torres Tovar
- Rosa María Bianchi : Nora «Norita» Torres
- Christian Chávez : Matías Fonseca
- Alejandro López : Vicente Varela
- Dalexa Meneses : Samantha «Sam» Torres
- Marielena Dávila : Jessica Contreras Castro
- Andrés Cotrino : Gabriel
- Liz Dieppa : Carol Torres
- Diego Escalona : Nicolás «Nicky» Torres
- Amaranta Ruiz : Guadalupe «Lupe»
- Gisella Aboumrad : Roxana Margarita Estévez «Rox»
- Javier Díaz Dueñas
- Polo Monárrez : Apolo
- Vince Miranda : Arturo Romero
- Karla Monroig : Rebeca
- Roberto Escobar : Rogelio Varela
- Mika Kubo : Angie Lozada
- Fernando Carrera : Marcelino
- Maite Embil : Bertha Morales
- Ricardo Kleinbaum : avocat Gonzalo Ferrer
- Jeimy Osorio : Karen
- Jesús Moré

### Acteurs récurrents
- Elena Medina : Paloma
- Ricardo Álamo
- Rodrigo Aragón : Eliseo Morales
- Carlos Acosta-Milian : Heriberto Meza
- Francisco León : Federico Soler
- Xavier Rivero : Ricardo
- Daniela Tapia : Tania
- Michelle Sussett
- George Arkram : David Ramos
- Rafael Pedroza : Artemio
- Salim Rubiales : conducteur
- Manolo Coego Jr. : diplômé
- Eduardo Serrano : Alonso Castro
- Aneudy Lara : Romeo
- Mauricio Novoa : Adán «Rollo»
- Frank Fernández : Gustavo
- Laura Garrido
- Miguel Augusto Rodríguez : Agustín Llano

## Diffusion
- Telemundo (2021)

## Autres versions
- La suerte de Loli (2019)

### Sources
- (es) Cet article est partiellement ou en totalité issu de l’article de Wikipédia en espagnol intitulé « La suerte de Loli » (voir la liste des auteurs).